# Palme (Familienname)
Palme ist ein Familienname, der vor allem im deutschsprachigen Raum vorkommt.

## Namensträger
- Augustin Palme (1808–1897), böhmischer Maler
- Bernhard Palme (* 1961), österreichischer Papyrologe und Althistoriker
- Conny Palme (1919–2004), deutscher Schauspieler und Theaterregisseur
- Elias Palme (1827–1893), böhmischer Industrieller
- Erich Palme (1894–1971), deutscher Filmproduktionsleiter, Filmeditor und Dokumentarfilmregisseur
- Franc Palme (1914–1946), jugoslawischer Skispringer
- Franz Palme (Politiker) (1865–1948), österreichischer Politiker (SdP)
- Franz Palme (Mediziner) (1907–1960), deutscher Mediziner und Hochschullehrer
- Franz Friedrich Palme (1858–1929), böhmischer Industrieller
- Gabriele Palme (* 1964), deutsche Handballspielerin
- Gunnar Palme (1886–1934), schwedischer Versicherungsmanager, Vater von Olof Palme
- Heinrich Palme (1912–1987), sudetendeutsch-österreichischer Skispringer
- Heinz Palme (* 1958), österreichischer Event- und Projektmanager
- Henrik Palme (1841–1932), schwedischer Bankdirektor
- Henry Palmé (1907–1987), schwedischer Leichtathlet
- Herbert Palme (* 1943), deutscher Meteoritenforscher
- Josef Palme (1859–1935), österreichischer Beamter und Politiker (SDAP)
- Klaus Palme (Ingenieur) (1942–2016), deutscher Ingenieur
- Klaus Palme (Biochemiker) (* 1951), deutscher Biochemiker
- Liselotte Palme (1949–2014), österreichische Wirtschaftsjournalistin
- Margit Palme (1939–2025), österreichische Malerin und Kunstpädagogin
- Melida Palme (1899–1972), deutsch-polnische Gerechte unter den Völkern
- Michael Palme (1943–2010), deutscher Sportjournalist
- Mizzi Palme (1881–1907), österreichische Schauspielerin und Chansonnière
- Olof Palme (1927–1986), schwedischer Politiker
- Pia Palme (* 1957), österreichische Komponistin
- Rudolf Palme (Schachspieler) (1910–2005), österreichischer Schachspieler
- Rudolf Palme (Historiker) (1942–2002), österreichischer Historiker
- Rudolph Palme (1834–1909), deutscher Organist und Komponist
- Sven Palme (Politiker) (1854–1934), schwedischer Manager und Politiker
- Sven Ulric Palme (1912–1977), schwedischer Historiker und Hochschullehrer
- Thomas Palme (* 1967), deutscher Zeichner
- Ulf Palme (1920–1993), schwedischer Schauspieler

## Künstlername
- Beda mit palme (* 1989), österreichischer Musiker, Multiinstrumentalist und Künstler